# Mittlerer Erzgebirgskreis
Mittlerer Erzgebirgskreis is een voormalig Landkreis in de Duitse deelstaat Saksen. Het had een oppervlakte van 595,38 km² en een inwoneraantal van 86.667 (31 december 2007).

## Geschiedenis
Bij de herindeling van Saksen in 2008 is het samen met het voormalige Landkreisen Annaberg, Aue-Schwarzenberg en Stollberg opgegaan in het Erzgebirgskreis.

## Steden en gemeenten
De volgende steden en gemeenten lagen in de Landkreis:
| Steden                                                                        | Gemeenten |
| ----------------------------------------------------------------------------- | --- |
| 1. Lengefeld 2. Marienberg 3. Olbernhau 4. Wolkenstein 5. Zöblitz 6. Zschopau | 1. Amtsberg 2. Börnichen/Erzgeb. 3. Borstendorf 4. Deutschneudorf 5. Drebach 6. Gornau/Erzgeb. 7. Großolbersdorf 8. Großrückerswalde 9. Grünhainichen 10. Heidersdorf 11. Pfaffroda 12. Pockau 13. Pobershau 14. Seiffen/Erzgeb. 15. Venusberg 16. Waldkirchen/Erzgeb. |

In het district lagen 5 zogenaamde Verwaltungsgemeinschaften. Dit kun je het beste vergelijken met de Nederlandse kaderwetgebieden. In Duitsland hebben ze echter een andere taak dan in Nederland. De Verwaltungsgemeinschaften zijn:
- Marienberg (Marienberg, Pobershau)
- Seiffen/Erzgebirge (Deutschneudorf, Heidersdorf, Seiffen)
- Zschopau (Gornau, Zschopau)
- Grüner Grund (Drebach, Venusberg)
- Wildenstein (Börnichen/Erzgebirge, Grünhainichen und Waldkirchen/Erzgebirge)